# Obsesión
Obsesión é uma telenovela mexicana, produzida pela Televisa e exibida em 1967 pelo Telesistema Mexicano.

## Elenco
- Ofelia Guilmáin
- Virginia Gutiérrez
- Andrea Palma
- María Idalia